# Ernest L. Lundelius, Jr.
Ernest Luther Lundelius, Jr. (* 2. Dezember 1927 in Austin, Texas) ist ein US-amerikanischer Wirbeltier-Paläontologe.

## Leben
Lundelius diente von März 1946 bis April 1947 bei der United States Army. Im Juni 1950 erwarb er den Bachelor of Science an der University of Texas at Austin. Im Juni 1954 wurde er mit der Dissertation Skeletal adaptations in two species of Sceloporus as determined by regression lines zum Ph.D. in Paläozoologie an der University of Chicago promoviert. Von Juli 1956 bis September 1957 war er Postdoc-Stipendiat am California Institute of Technology (Caltech).
Im Sommer 1948 war er Feldassistent bei paläontologischen Grabungsarbeiten beim River Basin Survey. Im Sommer 1949 war er Feldassistent beim Bureau of Economic Geology bei der geologischen Kartierung. In den Sommern 1950, 1951 und 1954 wirkte er als Feldassistent im Auftrag der Princeton University bei Feldforschungsarbeiten in Wirbeltier-Paläontologie mit. Von 1957 bis 1963 war er Assistant Professor, von 1963 bis 1969 außerordentlicher Professor und 1969 bis 1998 war er Professor in Geologie an der University of Textas at Austin. 1978 wurde er John A. Wilson Professor of Vertebrate Paleontology an der University of Textas at Austin. 1998 ging er als emeritierter Professor in den Ruhestand.
Lundelius war wissenschaftlicher Mitarbeiter am Field Museum of Natural History in Chicago. Von 1954 bis 1955 ging er mit einem Fulbright-Stipendium an die University of Western Australia, wo er die Höhlenfossilien von Wirbeltieren des Pleistozäns und des Holozäns studierte. Später widmete er sich in Zusammenarbeit mit William D. Turnbull (1922–2011) den Pliozän-Ablagerungen von Hamilton und anderen Gegenden in Victoria sowie den pleistozänen Höhlenablagerungen in Western Australia. Von 1960 bis 1961 erforschte er mit einem Zuschuss der National Science Foundation (NSF) die Wirbeltierfossilien von den Terrassen des Brazos River in Texas. 1963 erhielt er erneut einen Zuschuss der NSF, mit dem er bis 1968 Feld- und Laborstudien über fossile australische Säugetiere betrieb. Von Juli bis Dezember 1976 hatte er einen Forschungsauftrag des University Research Institute in Washington, D.C., wo er mit Zuschüssen aus dem Fulbright Senior Scholar Award und der NSF an fossilen Säugetieren in Australien arbeitete. Von 1983 bis 1985 wirkte er an paläontologischen Grabungsarbeiten in Äthiopien mit. Von 1986 bis 1989 sowie von 1991 bis 1994 arbeitete er im Texas Memorial Museum an Verbesserungsmaßnahmen für das Management fossiler Wirbeltierressourcen. Im Sommer 1991 leitete er ein Projekt über die Klimageschichte des Pleistozäns/Holozäns auf dem Edwards Plateau in Texas. Von 1990 bis 1993 erstellte er in Zusammenarbeit mit Russell W. Graham eine Datenbank über quartäre Säugetiere. Von Oktober 1998 bis September 2001 war er Leiter eines Projekts für die Fachzeitschrift Earth Sciences History zum Thema Macroecology of Quaternary Mammal Faunas: Distributions, Heterogeneity, and Extinctions (mit Russell W. Graham als Co-Forscher), das im Auftrag des Denver Museum of Natural History durchgeführt wurde.
Lundelius befasst sich mit fossilen Säugetieren des Pleistozäne und des Holozäns mit Schwerpunkt auf Rekonstruktionen der Paläoumwelt und mikroevolutionären Veränderungen. Ferner widmet er sich Analyse von nichtmenschlichem Skelettmaterial aus archäologischen Stätten sowie der Anwendung quantitativer Techniken auf paläontologische Probleme.
Lundelius war an den Erstbeschreibungen der Beuteltiertaxa Simosthenurus newtonae Lundelius, 1963, Pseudokoala Turnbull & Lundelius, 1970, Pseudocheirus stirtoni Turnbull & Lundelius, 1970, Strigocuscus notialis Flannery, Turnbull, Rich & Lundelius, 1987, Trichosurus hamiltonensis Flannery, Turnbull, Rich & Lundelius, 1987 und Milliyowi Flannery, Rich, Turnbull & Lundelius, 1992 beteiligt.

## Mitgliedschaften
Lundelius ist Mitglied der Society of Vertebrate Paleontology, wo er 1975 bis 1980 Sekretär und Schatzmeister, 1980 Vizepräsident sowie 1981 Präsident war und 2001 Ehrenmitglied wurde. 1975 war er Präsident der Texas Academy of Science. Zudem ist er Mitglied der Society for the Study of Evolution, der Geological Society of America, der Society of Economic Paleontologists and Mineralogists, bei Sigma Xi, bei der National Association of Geology Teachers, bei der American Society of Naturalists, bei der American Society of Mammalogists sowie bei der Austin Geological Society, wo er von 2006 bis 2007 als Präsident fungierte.

## Ehrungen und Dedikationsnamen
1983 wurde Lundelius zum Fellow der American Association for the Advancement of Science gewählt. 2008 wurde er als herausragender Wissenschaftler von der Texas Academy of Science geehrt. Nach Lundelius sind die Primatenart Cynodontomys lundeliusi (White, 1952), die Beuteltierart Numbigilga ernielundeliusi Beck et al., 2008 sowie die Tapirart Tapirus lundeliusi Hulbert, 2010 benannt.